# Ramphotyphlops minimus
Ramphotyphlops minimus este o specie de șerpi din genul Ramphotyphlops, familia Typhlopidae, descrisă de J. Roy Kinghorn în anul 1929. Conform Catalogue of Life specia Ramphotyphlops minimus nu are subspecii cunoscute.